# Miljøpolitik
Miljøpolitik er en beskrivelse for den politik der bliver ført for at vedligeholde og bevare naturen, og er i senere tid blevet et meget vigtigt emne, dels på grund af global opvarmning, og den stigende interesse for en mere progressiv miljøpolitik. Energipolitik, Klimapolitik og Miljøpolitik er overlappende elementer.

## Dansk miljøpolitik
I Danmark er det Miljøministeriet med miljøminister Ida Auken (SF) i spidsen der har ansvaret for udformningen af den danske miljøpolitik.

## EU-miljøpolitik
På europæisk plan har Danmark også en stemme. Miljøministeren er repræsenteret i Ministerrådet der sammen med Europa-Parlamentet skal behandle de lovforslag Europa-Kommissionen fremlægger. I Parlamentet findes der 13 danske medlemmer og Dan Jørgensen (som næstformand), Johannes Lebech, Margrete Auken, Hanne Dahl og Niels Busk sidder i Miljøudvalget. I Kommissionen er det den slovenske kommissær Janez Potočnik der har ansvaret for miljø.
EU er en aktiv part i udvikling og implementering af internationale miljøaftaler, især inden for rammerne af FN's Miljøprogram og FNs Udviklingsprogram, herunder 2015-målene. 

### Beslutningsprocedure
Europa-Parlamentet og Det Europæiske Råd har lige beføjelser på sager der vedrører miljøspørgsmål. Det er op til Kommissionen at fremlægge lovforslagenen, hvorefter Parlament og Rådet skiftevis tilkendegiver deres holdning under første- og andenbehandlingen.

#### Europa-Parlamentet
I Parlamentet er det miljøudvalgets medlemmer der i første omgang skal tilkendegive deres holdning til et af kommissionens lovforslag. Dernæst stemmer hele Parlamentet om forslaget, ved plenarsamlingen i Strasbourg.

### Klimapakken
I slutningen af 2008 blev Parlamentet og Rådet enige om en aftale om EU's klimapakke der skal danne grundlag for EU's bidrag til forhandlingerne om en global klimaaftale, der skal forhandles i til COP15 klimatopmødet i København i december 2009.

## FN-miljøpolitik
FNs Miljøprogram og Miljøorganisation, United Nations Environment Programme, koordinerer FNs miljøaktiviteter, støtter udviklingslande med at indføre miljøvenlige programmer og politikker samt opfordrer til bæredygtig udvikling gennem anvendelse af mere miljøvenlige indsatser generelt.